# ساندهامرن
ساندهامرن (به سوئدی: Sandhammaren)، ساحل شنی و منطقه حفاظت شده زیست‌محیطی در شرق شهر ایستد، استان اسکونه، سوئد قرار دارد.  ساحل شنی ساندهامرن که تفرج‌گاه برهنگان در این منطقه هست جداکننده منطقه جنگلی از دریای بالتیک هست. فانوس دریایی ساندهامرن از جاذبه‌های دیدنی این منطقه هست. 